# グラン・ポール県
グラン・ポール県(Grand Port District)は、モーリシャスの県。
2015年の人口は11万2979人、面積は260.28km2、人口密度は434人/km2。
県都はマエブール。

## 概要
グラン・ポール県の名は、オランダ人がこの島を発見したとき最初に上陸したオールド・グランド・ポートに由来する。
それはグラン・ポール海岸に沿ったマエブールの街の中心部に位置する。
ここはオランダ人によって建設され、フランス人によって引き継がれて、現在でも植民地時代の面影を残している。
県の北部は森林に覆われた渓谷と川と山が多い。
東部はなだらかな丘陵が連なり、中央高地へと続いている。
気候は涼しく、茶畑が広がる地域である。南部は平原が広がり、サー・シウサガル・ラングーラム国際空港がおかれている。
グラン・ポール県には美しい海と風景があるため、多くのホテルやリゾートがあり、たくさんの観光客が訪れる。

## 隣接する県
- サバンナ県
- プレーン・ウィルヘルム県
- モカ県
- フラック県